# Біла дама (фреска)
Бі́ла ле́ді — наскельний малюнок у печері Маак поблизу Брандберга (Намібія). Виявлена 4 січня 1918 році німецьким дослідником Мааком і датується серединою 2-го тис. до н. е. Центральне місце серед антилоп і маленьких чоловічків займає велика фігура, написана білою, чорною і коричневою фарбами. В одній руці «Біла Дама» тримає лук і стріли, в іншій — щось схоже на квітку лотоса. Деякі дослідники вважають, що на малюнку зображена жінка європейського типу з прямим носом. Волосся жінки має рудий колір.